# Kirkut

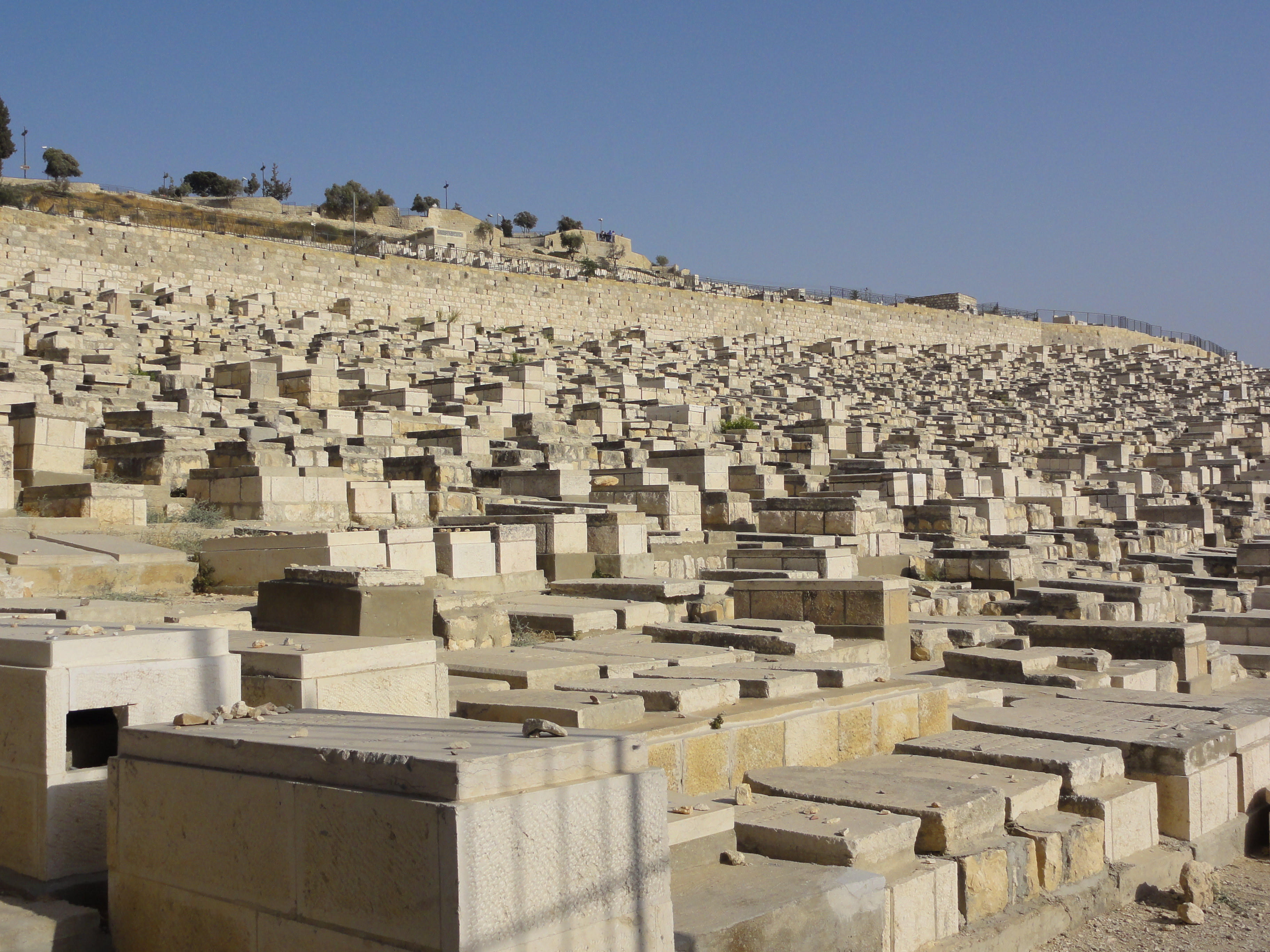
Cmentarz żydowski w Jerozolimie, na Górze Oliwnej (2011)

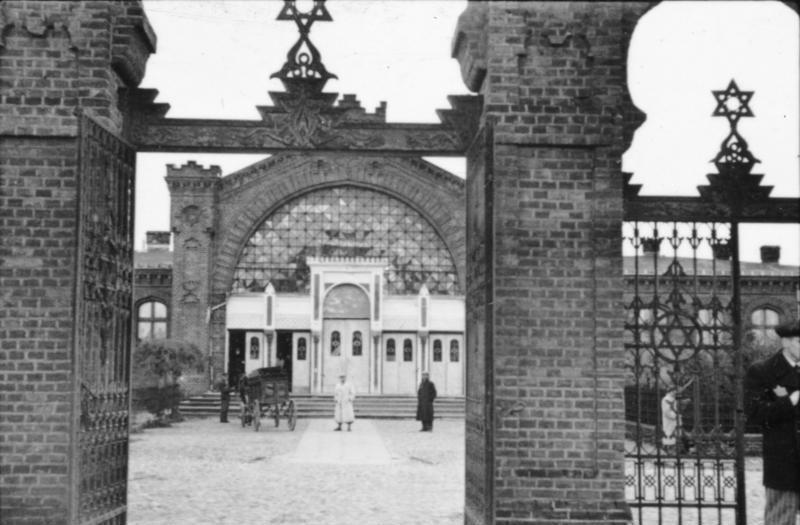
Nowy cmentarz żydowski w Łodzi (1940)

Kirkut, kierkow, kierchol, kirchol – określenia cmentarza żydowskiego używane przez Polaków, głównie mieszkańców zaboru austriackiego (dawnej Galicji). Zgodnie z nakazami religii cmentarze żydowskie budowano poza obszarem miasta. Wśród Żydów słowo uważane za pejoratywne, z tego powodu rekomenduje się zastąpienie go określeniem cmentarz żydowski.
Podstawową różnicą między cmentarzem chrześcijańskim a żydowskim jest odmienne traktowanie grobu. Poczucie chrześcijańskie pozwala na jego otwarcie (naruszenie) i na dokonanie nowego pochówku po określonym czasie. Cmentarz nieużywany przez długi czas może być zlikwidowany. Według zasad judaizmu, każdy nagrobek i cały cmentarz jest nienaruszalny, tak długo, jak znana jest jego lokalizacja. Do wyjątkowych należą przypadki, gdy ekshumacji dokonuje się: dla przeniesienia szczątków do grobu w Ziemi Świętej lub do grobu rodzinnego; dla przeniesienia z cmentarza nieżydowskiego; jeśli cmentarzowi zagraża profanacja lub podmycie przez wodę.

## Etymologia
Wyrażenie ein jüdischer Kirchhof („cmentarz żydowski”) było i jest używane w języku niemieckim, w tym w tłumaczeniu poezji tworzonej w języku hebrajskim, chociaż obecnie słowo Kirchhof zostało niemal wyparte przez słowo Friedhof. Żydzi unikali stosowania tego (chrześcijańsko nacechowanego) określenia, zastępując je nazwami w jidysz (bejsojlem, bejsakwores i inne), pochodzącymi z hebrajskiego.
Nazwa jest przekształceniem niem. określenia cmentarza Kirchhof, pochodzącego od słów Kirche (kościół) i Hof oznaczającego otoczenie obiektu. W dialektalnej niemieckiej (nie jidyszowej) wersji Kirchkot zastąpiono drugi człon słowem „-kot” co znaczy „błoto”. Słownik wyrazów obcych PWN zaznacza, że etymologia tego słowa ma wydźwięk obraźliwy.
Pokrewnym jest także słowo Kirchhut, które oznaczało uprawnienie do nadzoru wykorzystania prawa do ziemi w „sprawach duchowych”, m.in. w Austrii w dokumentach z XIII–XVI wieku.
W języku hebrajskim używa się określeń:
- בית עולם bejt olam – „dom świata” albo „dom wieczności”,
- בית חיים bejt chajim – „dom życia” (eufemizm),
- בית קברות bejt kwarot – „dom grobów”,
- בית עלמין bejt almin – „dom wieczności” (zapoż. z aram.).

## Historia
Na ziemiach polskich Żydzi po raz pierwszy otrzymali przywileje gwarantujące nienaruszalność i ochronę cmentarzy żydowskich na mocy statutu kaliskiego wydanego w 1264 roku przez Bolesława Pobożnego w Kaliszu. W 1287 roku we wsi Czaszki założono cmentarz żydowski obecnie zwany starym cmentarzem żydowskim w Kaliszu. Jest on jednym z najstarszych polskich cmentarzy żydowskich.

## Galeria

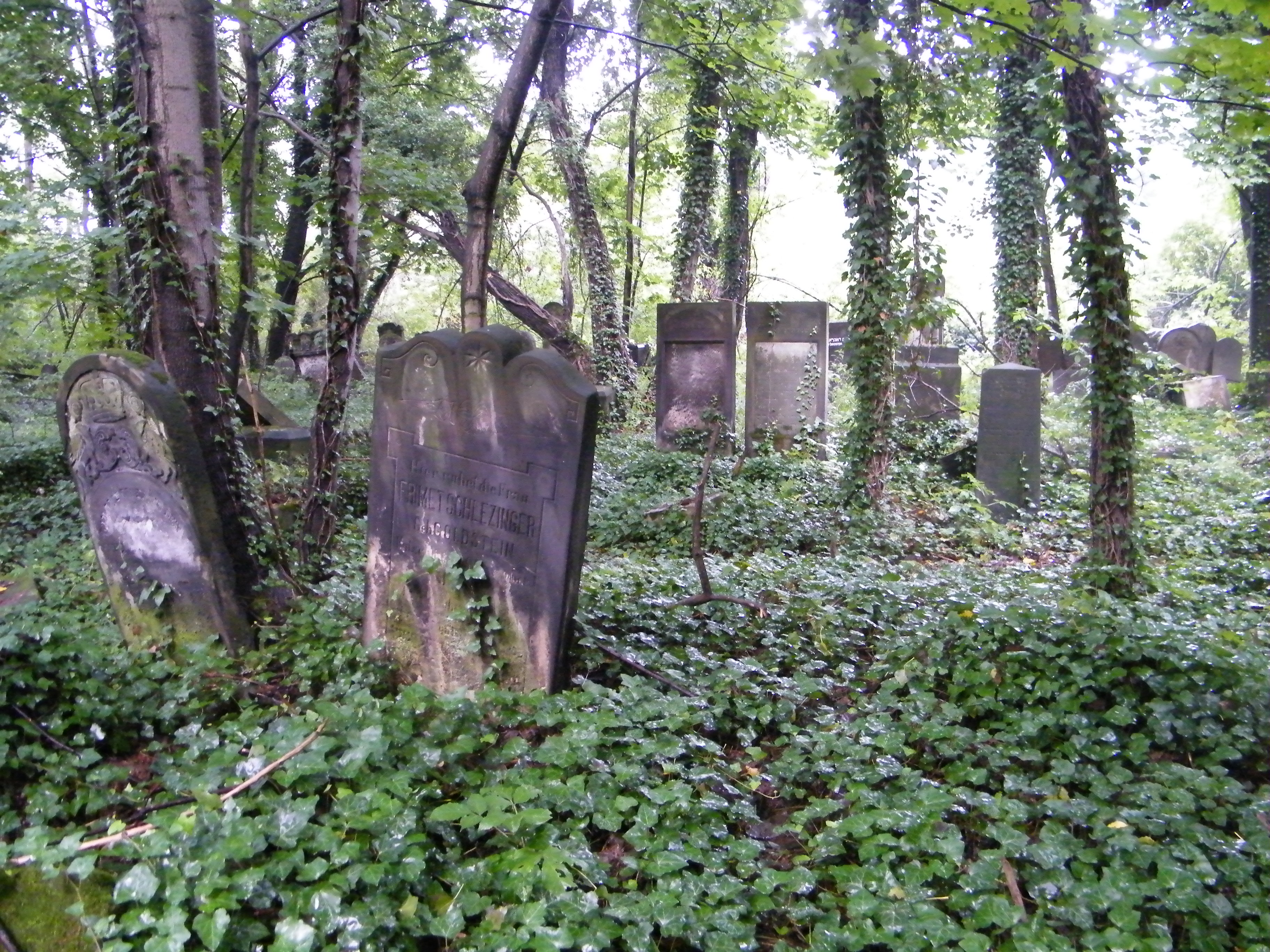
Cmentarz żydowski w Częstochowie
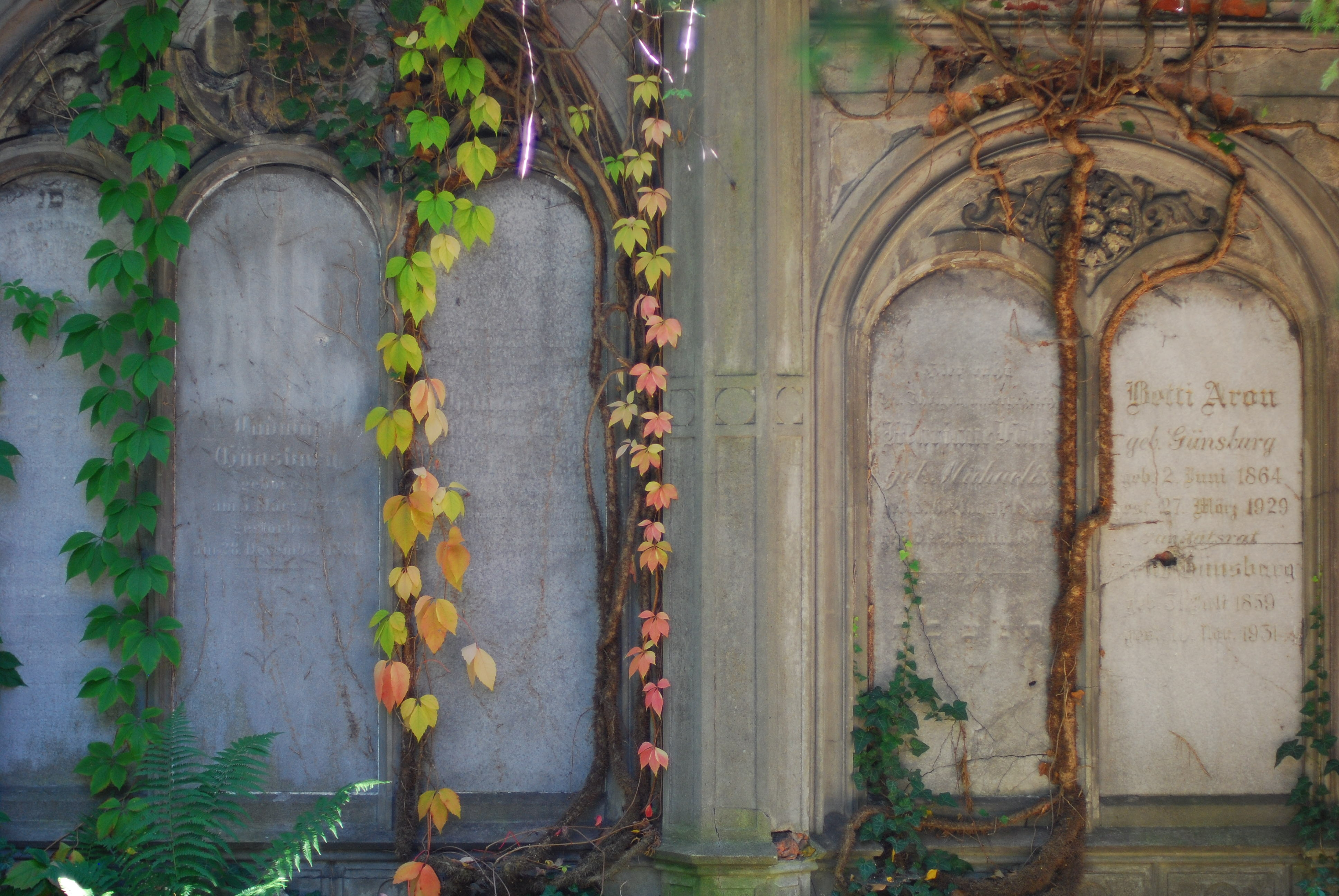
Płyty nagrobne na cmentarzu żydowskim we Wrocławiu (przy ul. Ślężnej)
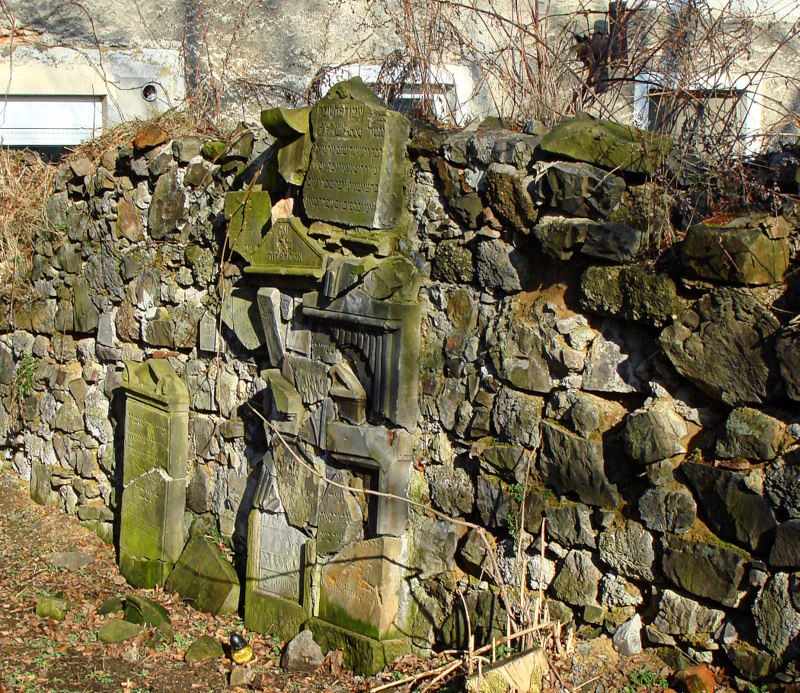
Lapidarium na cmentarzu żydowskim w Kamiennej Górze
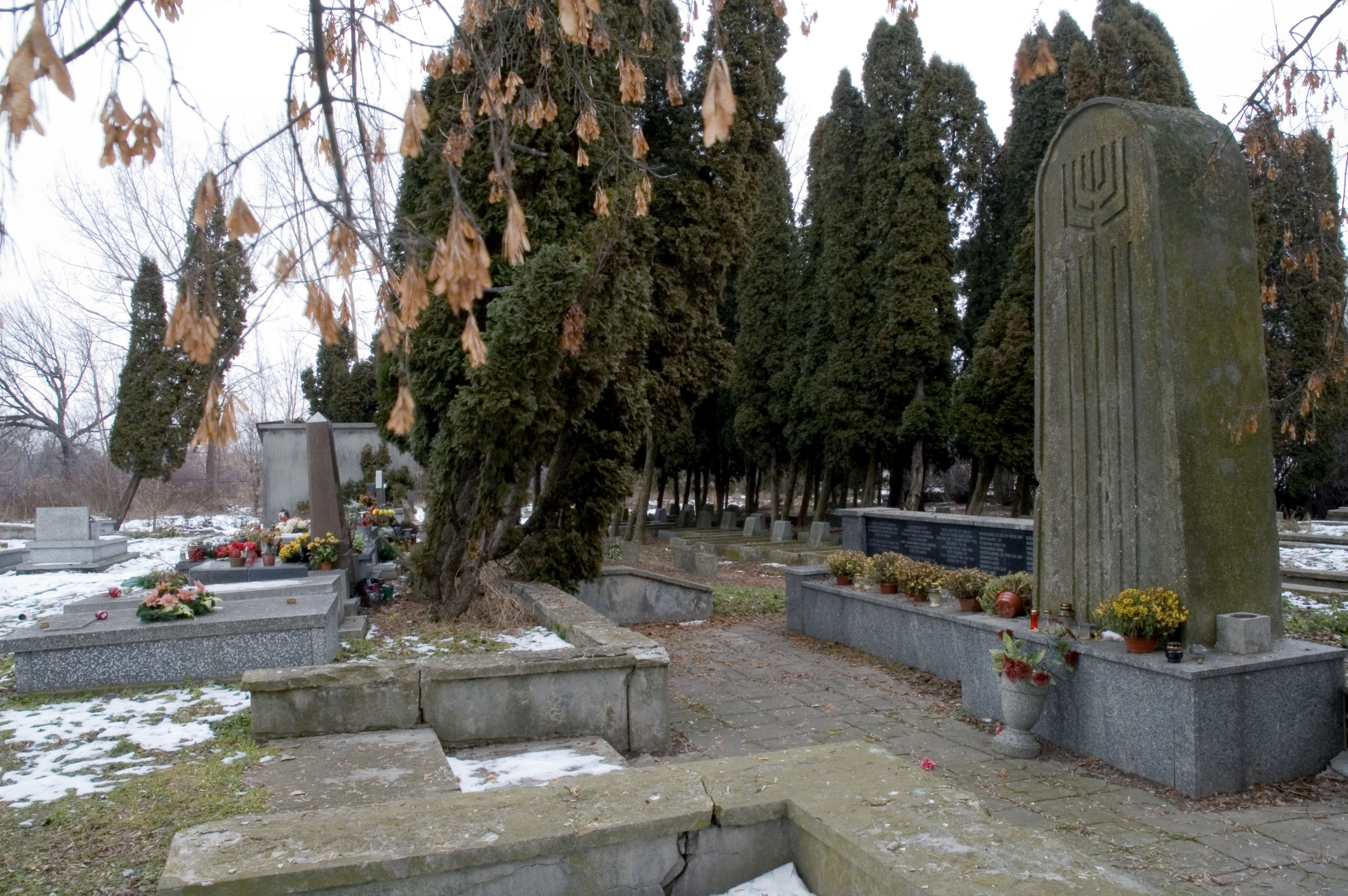
Nowy cmentarz żydowski w Lublinie
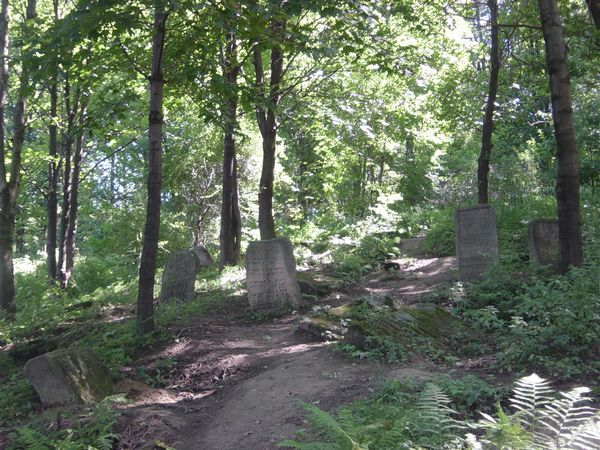
Cmentarz żydowski w Lesku
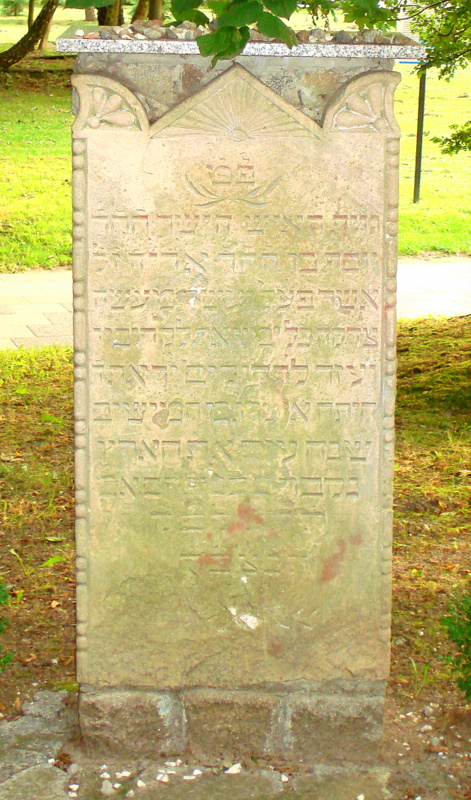
Kołobrzeg, macewa w lapidarium dawnego cmentarza żydowskiego
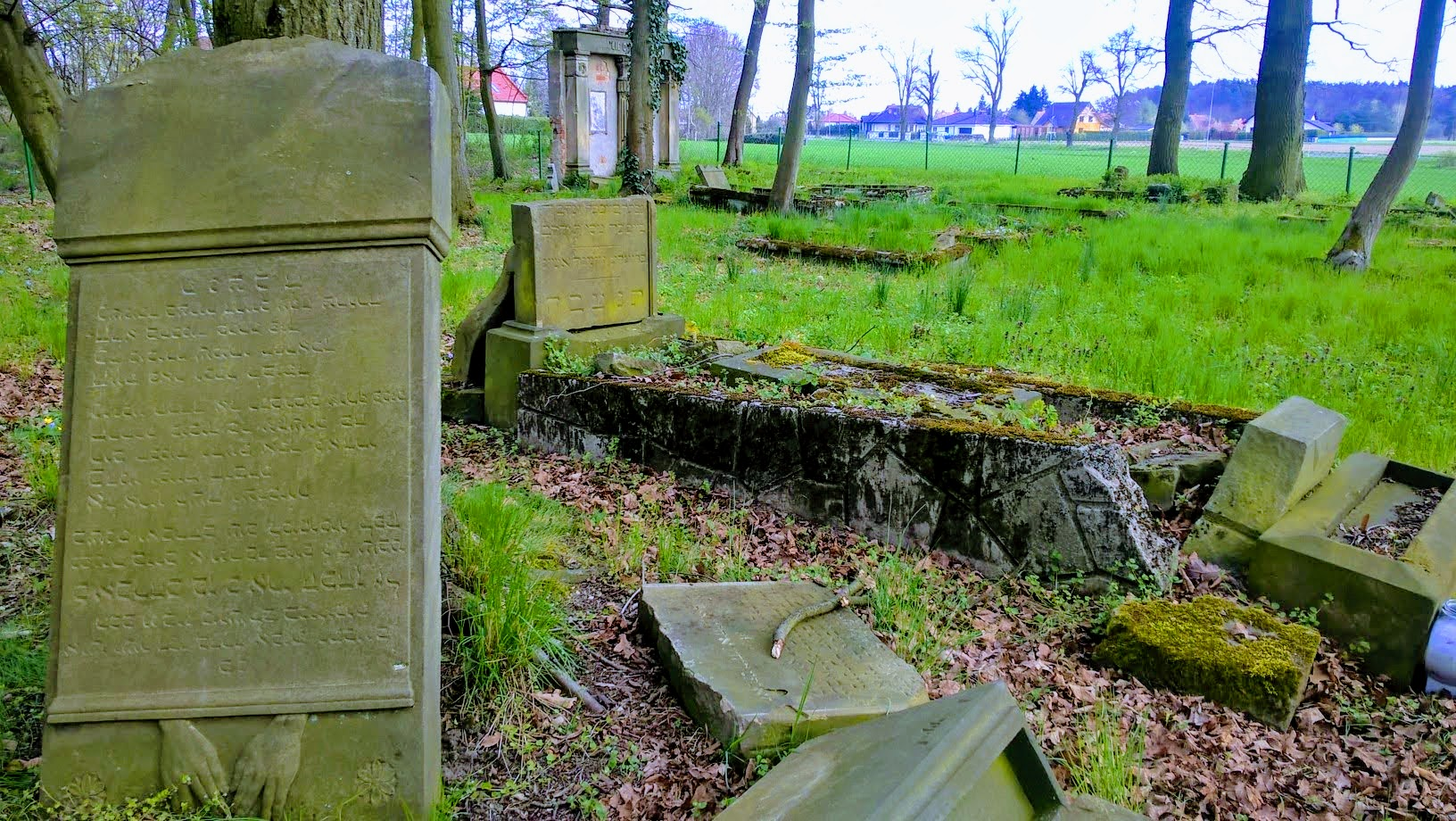
Cmentarz żydowski w Szprotawie z XIX w.